# Alfabetos lezgianos
El lenguaje lezgiano se ha escrito en varios alfabetos diferentes a lo largo de su historia. Estos alfabetos se han basado en tres tipos de escritura: árabe, latino y cirílico. 

## Historia

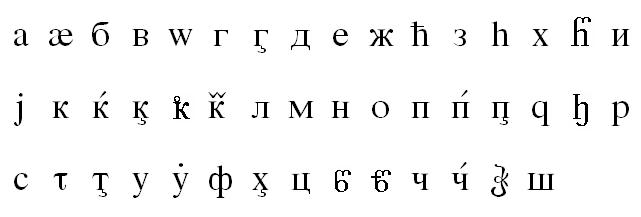
Alfabeto cirílico de lezgiano de 1911

Hasta 1928, el lezgiano fue escrito en escritura árabe, que se enseñaba en escuelas religiosas. A principios de la década de 1920, se usó en algunos libros de texto seculares. 
Paralelamente al alfabeto árabe, se utilizó un alfabeto basado en cirílico compilado por el barón Peter von Uslar en la década de 1860. En 1911, se publicó una versión ligeramente modificada de este alfabeto como manual utilizado en escuelas seculares.
En 1928, bajo el proceso de romanización de la Unión Soviética, se creó un alfabeto latino lezgiano y este se modificó en 1932. 
En 1938, como con la mayoría de las otras lenguas soviéticas, se creó un nuevo alfabeto cirílico para el lezgiano. Los cambios después de su introducción incluyen agregar la letra Ё ё y reemplazar УӀ уӀ con Уь уь. Este alfabeto todavía se usa en varias publicaciones. 

## Alfabeto árabe
El alfabeto árabe lezgiano era el siguiente: 
| آ | ب | چ  | ج | ڃ  | د  | اه | ا |
| ف | گ | غ  | ھ | اى | اي | ک  | ل |
| م | ن | اۊ | پ | ڢ  | ۊ  | ر  | س |
| ص | ش | ت  | ط | او | و  | خ  | ݤ |
| څ | ز | ژ  | ڗ |    |    |    |   |

## Alfabeto latino de 1928–32
El alfabeto latino lezgiano de 1928-1932 mostraba todos los fonemas en contraste con el alfabeto actual, pero no diferenciaba las consonantes aspiradas y no aspiradas (k y kʰ, p-pʰ, t-tʰ, q-qʰ, t͡ʃ-t͡ʃʰ y t͡s- t͡sʰ). El alfabeto era el siguiente: 
| а  | si | c | сс | є | ç | d | е |
| ə  | f  | g | ƣ  | h | i | j | k |
| kk | ⱪ  | l | m  | n | о | ɵ | p |
| pp | p̡  | q | ꝗ  | r | s | ş | t |
| tt | t̨  | u | v  | x | ҳ | ӿ | y |
| z  | ƶ  | s | ss | ⱬ | ' |   |   |

## Alfabeto latino de 1932–38
El primer alfabeto latino fue cambiado en 1932. Comparación de los dos alfabetos: 

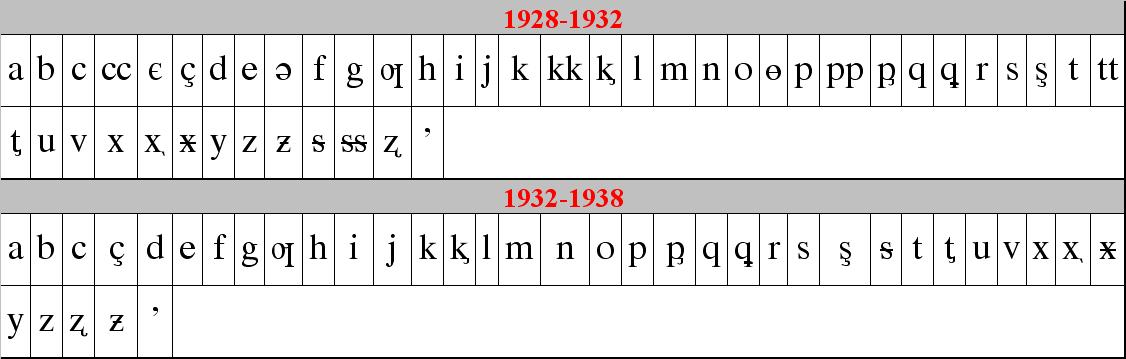
Alfabetos latinos lezgianos (1928–1938)

## Alfabeto cirílico
Hay 54 consonantes en lezgiano. La aspiración normalmente no está indicada en la ortografía, a pesar del hecho de que es fonémica. El alfabeto cirílico actual lezgiano es el siguiente:
| А | Б | В | Г | Гъ | Гь | Д | Е | Ё | Ж | З | И | Й | К | Къ | Кь | КӀ | Л | М | Н | О | П | ПӀ | Р | С | Т | ТӀ | У | Уь | Ф | Х | Хъ | Хь | Ц | ЦӀ | Ч | ЧӀ | Ш | Щ | Ъ | Ы | Ь | Э | Ю | Я |
| а | б | в | г | гъ | гь | д | е | ё | ж | з | и | й | к | къ | кь | кӀ | л | м | н | о | п | пӀ | р | с | т | тӀ | у | уь | ф | х | хъ | хь | ц | цӀ | ч | чӀ | ш | щ | ъ | ы | ь | э | ю | я |

| А а   | Б б | В в   | Г г | Гъ гъ | Гь гь | Д д   | Е е   |
| Ё ё   | Ж ж | З з   | И и | Й й   | К к   | Къ къ | Кь кь |
| КӀ кӀ | Л л | М м   | Н н | О о   | П п   | ПӀ пӀ | Р р   |
| С с   | Т т | ТӀ тӀ | У у | Уь уь | Ф ф   | Х х   | Хъ хъ |
| Хь хь | Ц ц | ЦӀ цӀ | Ч ч | ЧӀ чӀ | Ш ш   | Щ щ   | Ъ ъ   |
| Ы ы   | Ь ь | Э э   | Ю ю | Я я   |       |       |       |

Notas: 
- щ se usa solo en palabras tomadas del idioma ruso pero se pronuncia ш
- ё se usa en una sola palabra, ёъ ( AFI: [joʔ]  )
- ы ( AFI: [ə]  ) es muy común en dialectos de Lezgin
- ь (el signo suave) solo se usa en junto con otras letras para formar diferentes fonemas (гь, хь, уь, кь). El lezgiano no tiene fonemas suaves y el ь no se usa para denotar palatalización, incluso en palabras prestadas (donde no está escrito; por ejemplo, автомобил, мултфилм).

## Tabla comparativa de alfabetos lezgianos
| Árabe | Latin 1932–1938 | Cirílico | IPA    |
| ----- | --------------- | -------- | ------ |
| آ     | A a             | А а      | a      |
| ب     | B в             | Б б      | b      |
| و     | V v             | В в      | w/v    |
| گ     | G g             | Г г      | g      |
| غ     | Ƣ ƣ             | Гъ гъ    | ʁ      |
| ھ     | H h             | Гь гь    | h      |
| د     | D d             | Д д      | d      |
| اه    | E e             | Е е      | je/e   |
| -     | -               | Ё ё      |        |
| ژ     | Ƶ ƶ             | Ж ж      | ʒ      |
| ز     | Z z             | З з      | z      |
| اى    | I i             | И и      | i      |
| ي     | J j             | Й й      | j      |
| ک     | K k             | К к      | kʰ/k   |
| ڠ     | Q q             | Къ къ    | q      |
| ق     | Ꝗ ꝗ             | Кь кь    | q'     |
| گ     | Ⱪ ⱪ             | КӀ кӀ    | k'     |
| ل     | L l             | Л л      | l      |
| م     | M m             | М м      | m      |
| ن     | N n             | Н н      | n      |
| او    | O o             | О о      | o      |
| پ     | P p             | П п      | pʰ/p   |
| ڢ     | P̡ p̡             | ПӀ пӀ    | p'     |
| ر     | R r             | Р р      | r      |
| س     | S s             | С с      | s      |
| ت     | T t             | Т т      | tʰ/t   |
| ط     | T̨ t̨             | ТӀ тӀ    | t'     |
| او    | U u             | У у      | u      |
| اۊ    | Y y             | Уь уь    | y      |
| ف     | F f             | Ф ф      | f      |
| خ     | X x             | Х х      | χ      |
| څ     | Ӿ ӿ             | Хъ хъ    | qʰ     |
| ݤ     | Ҳ ҳ             | Хь хь    | x      |
| ص     | S̷ s̷             | Ц ц      | t͡sʰ/t͡s |
| ڗ     | Ⱬ ⱬ             | ЦӀ цӀ    | t͡s'    |
| چ     | C c             | Ч ч      | t͡ʃʰ/t͡ʃ |
| ج     | Ç ç             | ЧӀ чӀ    | t͡ʃ'    |
| ش     | Ş ş             | Ш ш      | ʃ      |
| -     | -               | Щ щ      | -      |
| -     | -               | ъ        | ʔ      |
| -     | -               | Ы ы      | ə      |
| -     | ь               | -        |        |
| اه    | E e             | Э э      | e      |
| -     | Ю ю             | ju/y     | ju     |
| -     | Я я             | ja       | ja     |